# Philips

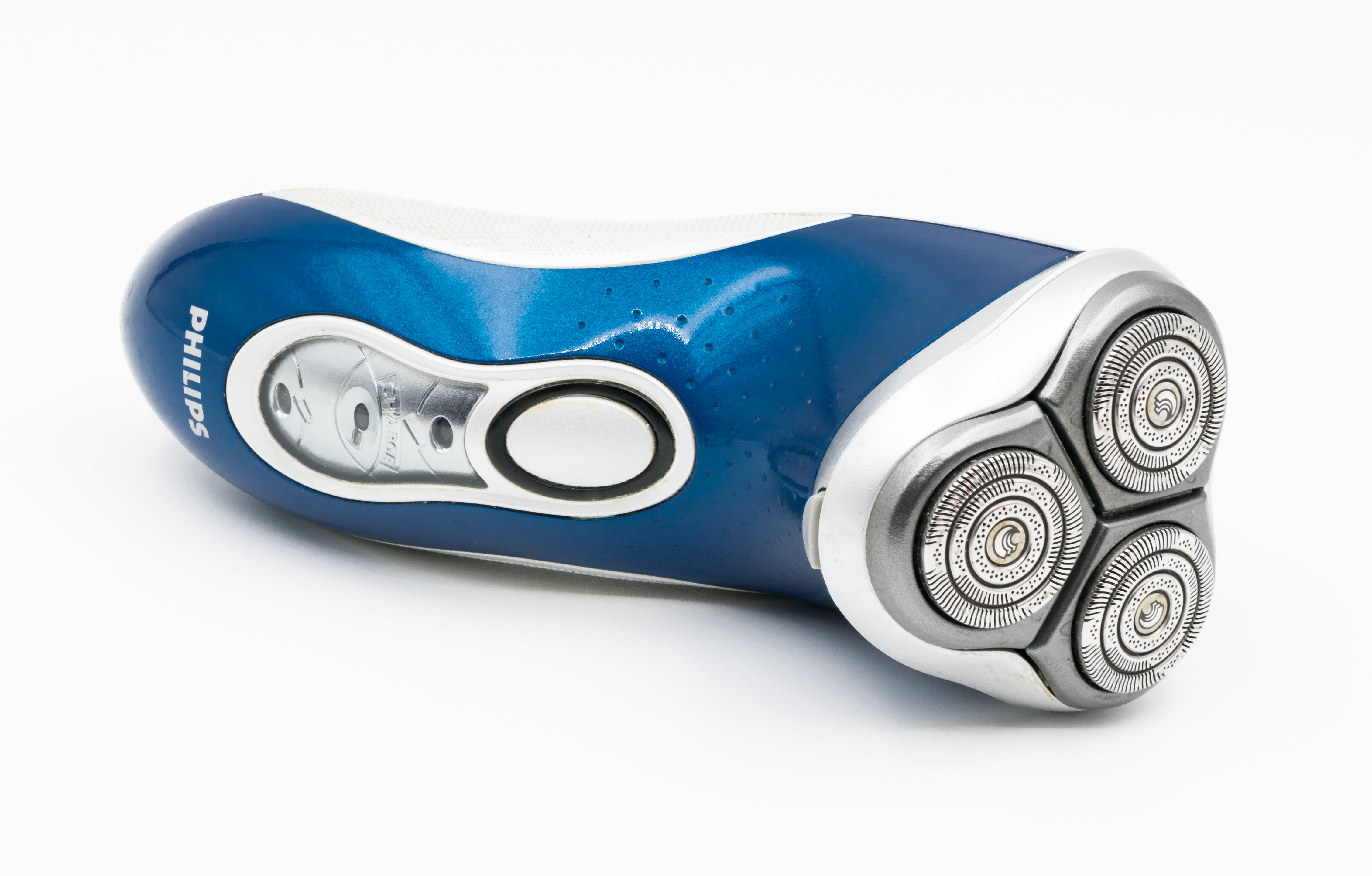
Golarka rotacyjna Philips

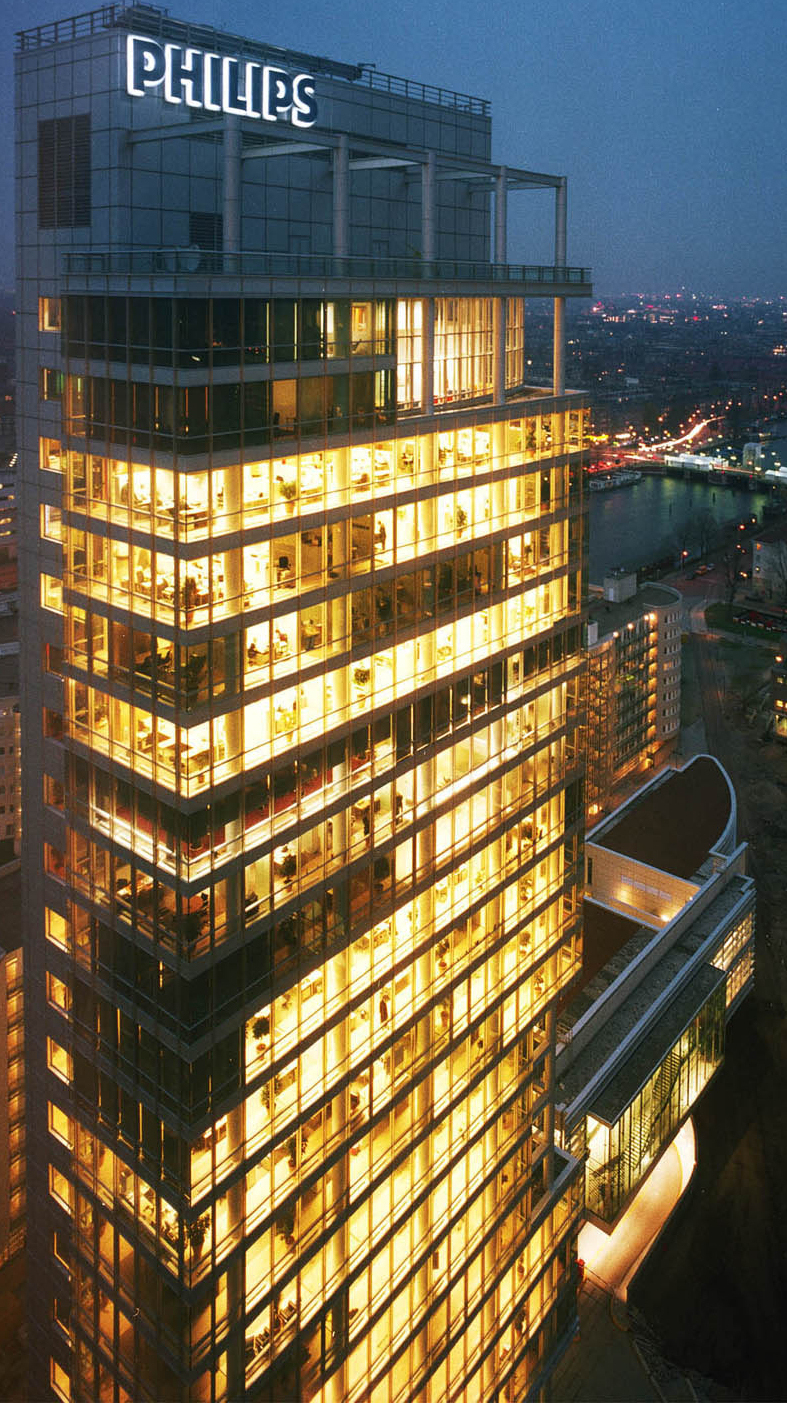
Siedziba Koninklijke Philips N.V. w Amsterdamie

Koninklijke Philips N.V., szerzej znany jako Philips – holenderski producent elektroniki użytkowej. W obrębie koncernu działają spółki: Philips Consumer Lifestyle, Philips Lighting, Philips Healthcare. Philips jest posiadaczem ponad 64 tys. patentów – tylko w 2013 przedsiębiorstwo złożyło do Europejskiego Urzędu Patentowego 1,8 tys. wniosków, będąc trzecim pod względem wielkości wnioskodawcą.

## Historia

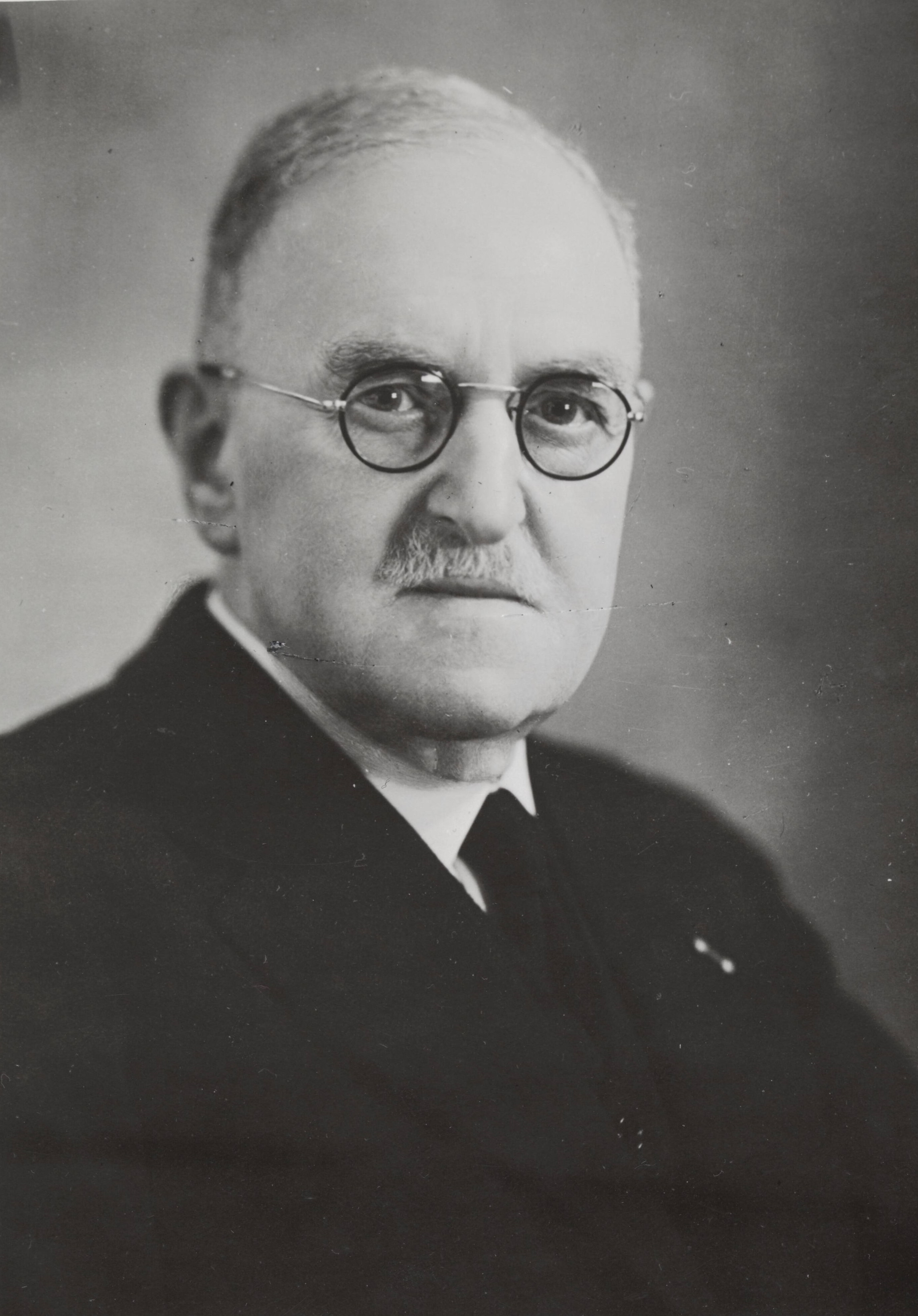
Gerard Philips (1858-1942)

Przedsiębiorstwo zostało założone w 1891 roku przez Gerarda Philipsa i jego ojca Frederika, żydowskiego bankiera z Zaltbommel, który sfinansował zakup i wyposażenie pustego budynku fabryki w Eindhoven, gdzie przedsiębiorstwo rozpoczęło produkcję żarówek i innych produktów elektronicznych w 1892 roku. W pierwszej fabryce Philipsa obecnie znajduje się muzeum. W latach 20. XX wieku zaczęto wytwarzać inne produkty, a w 1939 wprowadzono na rynek pierwszą golarkę elektryczną marki Philips – Philishave. Philips wprowadził też do użytku kasetę magnetofonową, która szybko stała się przebojem. Nie udało się za to rozpropagować standardu kaset wideo znanego pod nazwą V2000 z powodu konkurencji ze strony standardów Betamax i VHS.

### Philips w Polsce międzywojennej
W roku 1922 Philips pojawił się także w Polsce jako udziałowiec polsko-holenderskiej Fabryki Lampek Elektrycznych, produkującej żarówki i sprzęt oświetleniowy. W 1928 roku przedsiębiorstwo zostało przekształcone w Polskie Zakłady Philips SA. W tym samym roku rozpoczęto tu produkcję lamp elektronowych, a od 1930 r. – radioodbiorników. W latach 30. XX w. Philips powołał dwie spółki zależne Kosmos Radio (1935 r.) i Korona Radio (1938 r.). Zajmowały się one dystrybucją (pod własnymi markami) tańszych i prostszych odbiorników produkowanych przez macierzyste przedsiębiorstwo. Do obsługi serwisowej tych dwóch przedsiębiorstw oraz macierzystej spółki powołano Centralną Stację Obsługi Radia – Stobra Sp. z o.o.

### II wojna światowa
W maju 1940 właściciele Philipsa zostali poinformowani o niemieckiej inwazji na Holandię i zdecydowali się na ucieczkę do USA, zabierając ze sobą sporą część majątku przedsiębiorstwa. Zarządzając nim z terenu Stanów Zjednoczonych umożliwili jego działalność przez cały okres wojny. Wiele spośród sekretnych laboratoriów badawczych było doskonale ukrytych przed hitlerowcami, co po wojnie pozwoliło przedsiębiorstwu na szybkie przywrócenie produkcji.

### Philips w Polsce po wojnie
Philips posiada w Polsce fabryki w Pile, Pabianicach, Kętrzynie, Bielsku-Białej.

## Główne wynalazki
- 1963 – Philips wprowadził na rynek kasetę magnetofonową.
- 1972 – Philips wprowadził LaserVision.
- 1978 – weszła do użytku konsola do gier Philips Videopac G7000, która w USA sprzedawana była pod nazwą Magnavox Odyssey².
- 1982 – Philips wraz z Sony wprowadził płytę kompaktową.
- 1992 – weszła do użytku kaseta DCC, która nie odniosła większego sukcesu komercyjnego.
- 1994 – opracowanie wybierania warstw informacji w optycznym nośniku zapisu – podstawa zwiększenia pojemności płyt kompaktowych DVD[7].
- 2003 – sukcesem okazał się ekspres do kawy Senseo.

## Dyrektorzy naczelni
- 1891–1922: Gerard Philips(inne języki)
- 1922–1939: Anton Philips(inne języki)
- 1939–1961: Frans Otten(inne języki)
- 1961–1971: Frits Philips
- 1971–1977: Henk van Riemsdijk(inne języki)
- 1977–1981: Nico Rodenburg(inne języki)
- 1981-1982: Cor Dillen
- 1982–1986: Wisse Dekker(inne języki)
- 1986–1990: Cornelis Van der Klugt(inne języki)
- 1990–1996: Jan Timmer(inne języki)
- 1996–2001: Cor Boonstra(inne języki)
- 2001–2011: Gerard Kleisterlee(inne języki)
- od 2011: Frans van Houten(inne języki)

## Przejęcia Philipsa
Przedsiębiorstwa przejęte przez Philips to m.in. Magnavox, Saeco, Signetics, Mullard, VLSI i Westinghouse.
Philips jest również sponsorem tytularnym Philips Arena w Atlancie oraz Philips Stadion w Eindhoven.

## Klub sportowy
W 1913, by uczcić 100-lecie holenderskiej niezależności od Francji koncern założył klub sportowy dla swoich pracowników – Philips Sport Vereniging, obecnie znany pod nazwą PSV Eindhoven.